# Cầu vòm

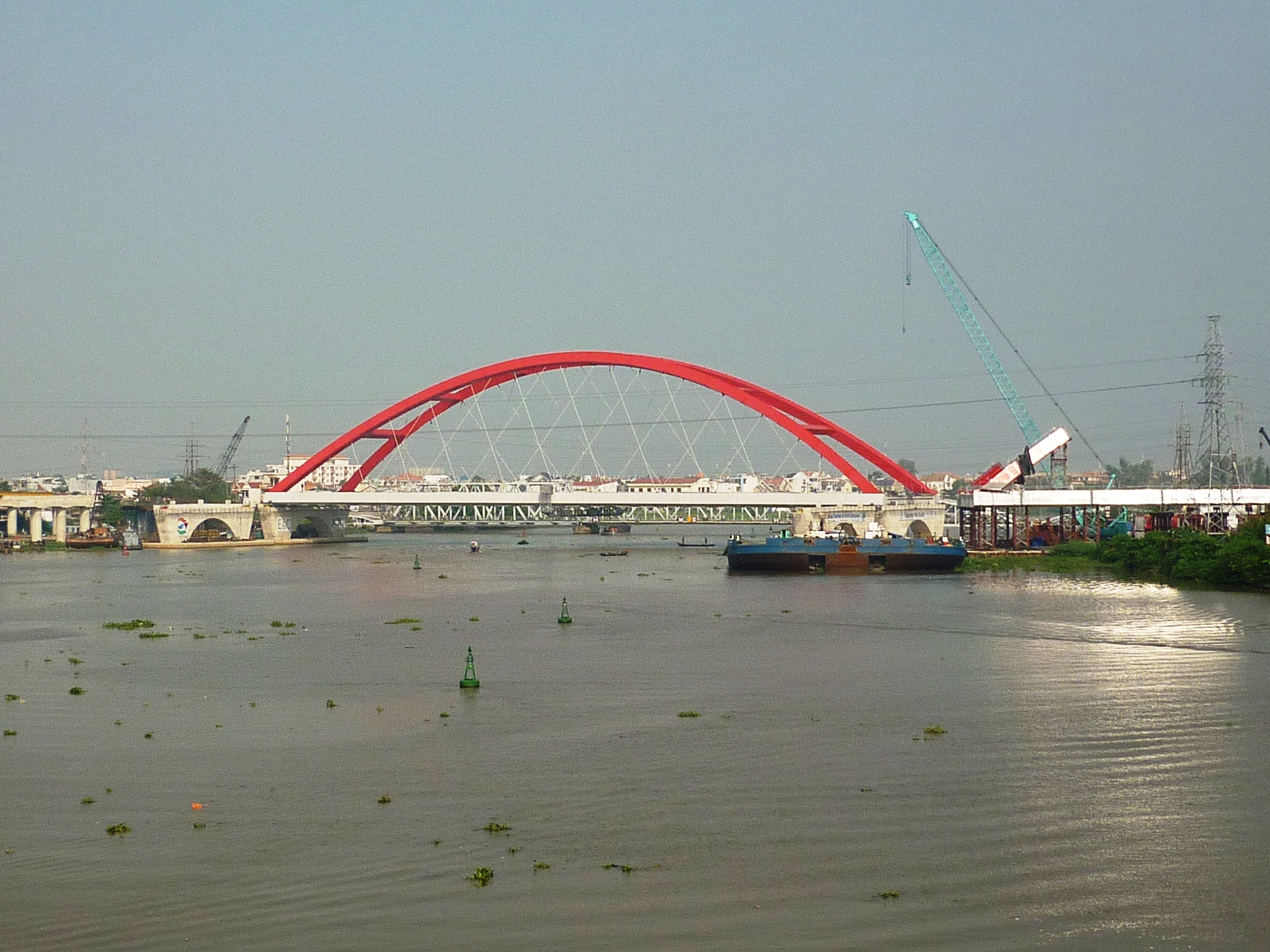
Cầu Bình Lợi 2 tại Thành phố Hồ Chí Minh, Việt Nam là một cây cầu vòm bắc qua Sông Sài Gòn

Cầu vòm là thể loại cầu tạo hình vòm, có mố cầu ở mỗi đầu của vòm. Cầu vòm có thể chuyển một phần trọng lượng của cầu và tải trọng của nó thành lực đẩy ngang được truyền đến các mố cầu. Một cây cầu dài có thể được xây từ một loạt các vòm, mặc dù ngày nay những cấu trúc khác hiệu quả về mặt kinh tế hơn thường được sử dụng.

## Lịch sử
Có khả năng cây cầu vòm lâu đời nhất còn tồn tại là Cầu Arkadiko thời kỳ Mycenaean ở Hy Lạp từ khoảng năm 1300 trước Công nguyên. Cây cầu vòm bằng đá vẫn đang được người dân địa phương sử dụng. Cầu Eleutherna thời kỳ Hellenistic được bảo tồn tốt có vòm hình tam giác (còn được gọi là vòm Corbel hay vòm "giả"). Cầu bộ hành Rhodes từ thế kỷ thứ 4 trước Công nguyên nằm trên một vòm voussoir thời kỳ đầu.
Mặc dù thiết kế vòm đã được người Etruscans và người Hy Lạp cổ đại biết đến, người La Mã – như có thể thấy ở thiết kế vòm trần và vòm mái – là những người đầu tiên nhận thấy tiềm năng của thiết kế vòm trong việc xây dựng cầu. Danh sách các cây cầu thời La Mã do kỹ sư Colin O'Connor biên soạn có 330 cây cầu bằng đá thời La Mã dành cho giao thông, 34 cây cầu bằng gỗ thời La Mã và 54 cầu dẫn nước thời La Mã, một số lượng đáng kể vẫn đang đứng vững và thậm chí còn cho phép phương tiện lưu thông. Một cuộc khảo sát đầy đủ hơn của học giả người Ý Vittorio Galliazzo đã tìm thấy 931 cây cầu thời La Mã, chủ yếu bằng đá, ở 26 quốc gia (bao gồm cả Nam Tư cũ).

Cầu vòm thời La Mã thường có hình bán nguyệt, mặc dù một số là cầu vòm cung tròn (chẳng hạn như Cầu Alconétar), một cây cầu có vòm cong nhỏ hơn hình bán nguyệt. Ưu điểm của cầu vòm cung tròn là nó cho phép lượng nước lũ lớn đi qua bên dưới, giúp cho cây cầu không bị cuốn trôi khi có lũ lụt và bản thân cây cầu có thể nhẹ hơn. Nhìn chung, các cây cầu thời La Mã có vòm chính với những khối đá hình nêm (voussoir) có cùng kích thước và hình dạng.  

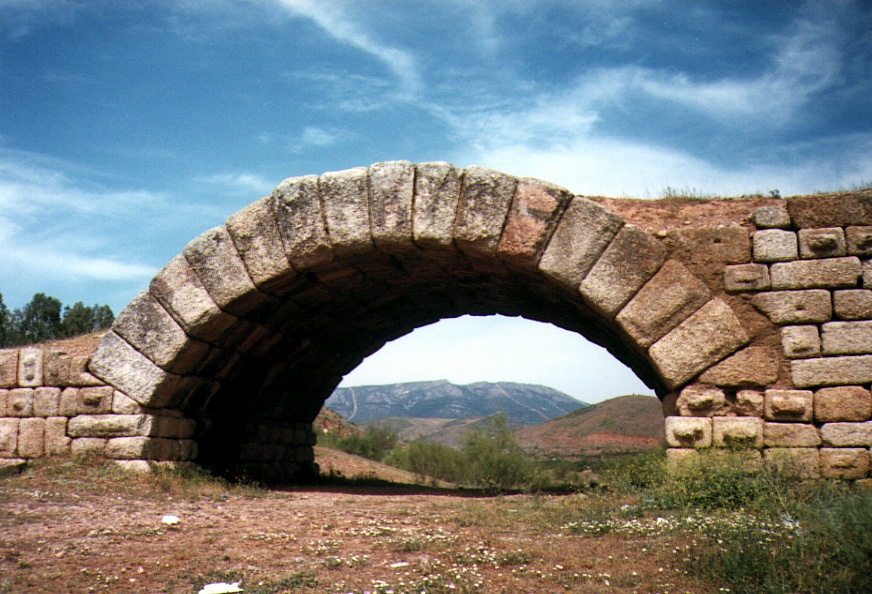
Một trong những phần còn lại của Cầu Alconétar

Các kỹ sư La Mã là những người đầu tiên và duy nhất (tính đến thời điểm của cuộc cách mạng công nghiệp) xây dựng cầu bằng bê tông, mà họ gọi là Opus caementicium. Phần bên ngoài của công trình thường được bao phủ bằng gạch hoặc ashlar, ví dụ như cây cầu Alcántara. 

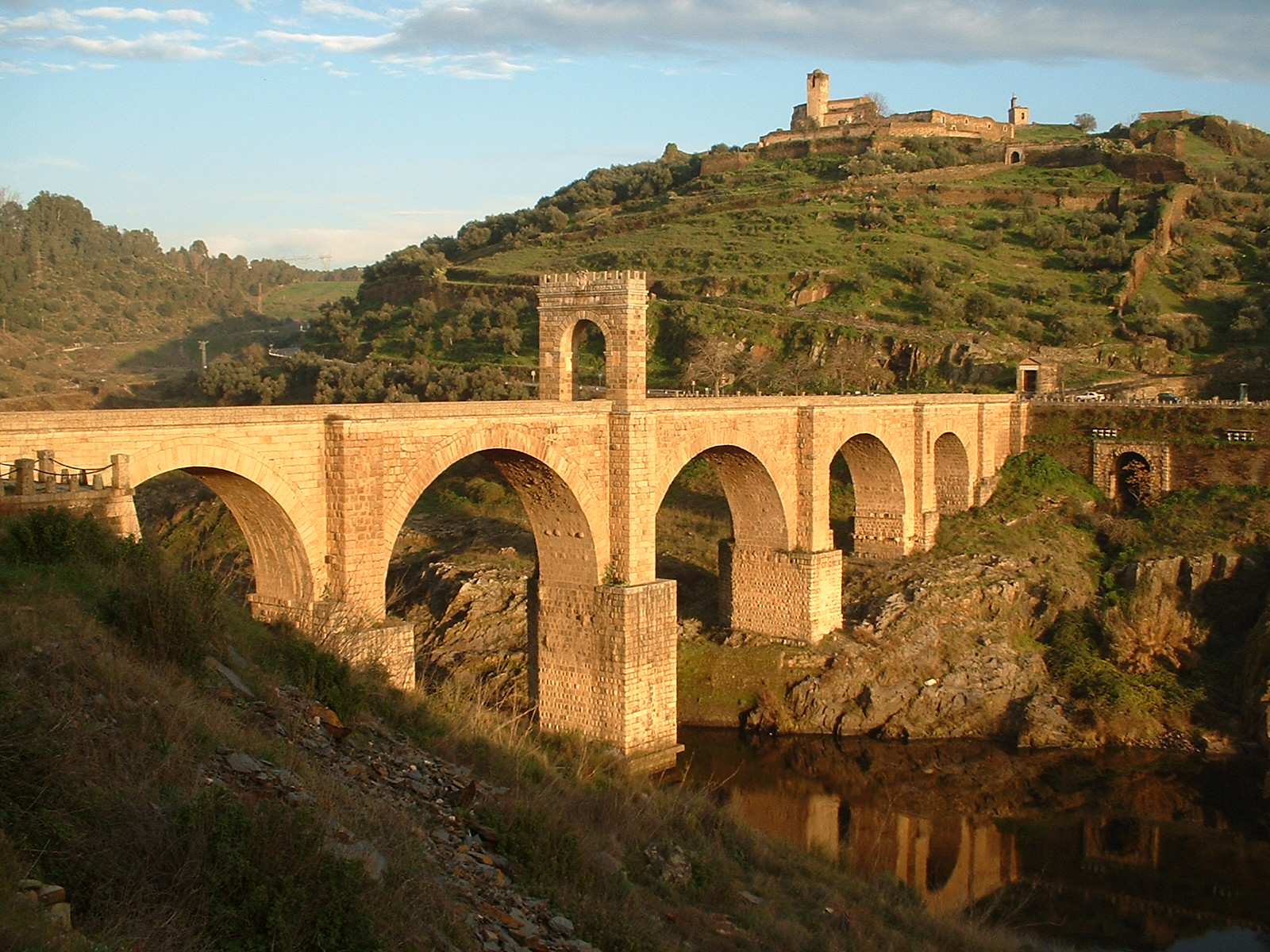
Cầu Alcántara ở Tây Ban Nha (được xây dựng vào năm 103-106 Công Nguyên)

Người La Mã cũng đã đưa thiết kế cầu vòm cung tròn vào xây dựng cầu. Cây cầu dài 330m tên Limyra ở tây nam Thổ Nhĩ Kỳ có 26 vòm cung tròn với tỷ lệ chiều ngang trên chiều dọc trung bình là 5,3: 1, tạo cho cây cầu một thiết kế phẳng khác thường mà không một cây cầu nào có thể so sánh được trong suốt hơn một thiên niên kỷ. Cầu Trajan bắc qua sông Danube có kết cấu mở với các vòm cung tròn làm bằng gỗ (đặt trên trụ bê tông cao 40m). Đây là cây cầu vòm dài nhất trong một nghìn năm cả về tổng chiều dài nhịp và chiều dài mỗi nhịp, trong khi cây cầu thời La Mã dài nhất còn tồn tại là cây cầu Puente Romano dài 790m ở Mérida. Cầu Karamagara thời La Mã hậu kỳ ở Cappadocia có thể là đại diện lâu đời nhất còn tồn tại cho loại cầu có vòm nhọn. 

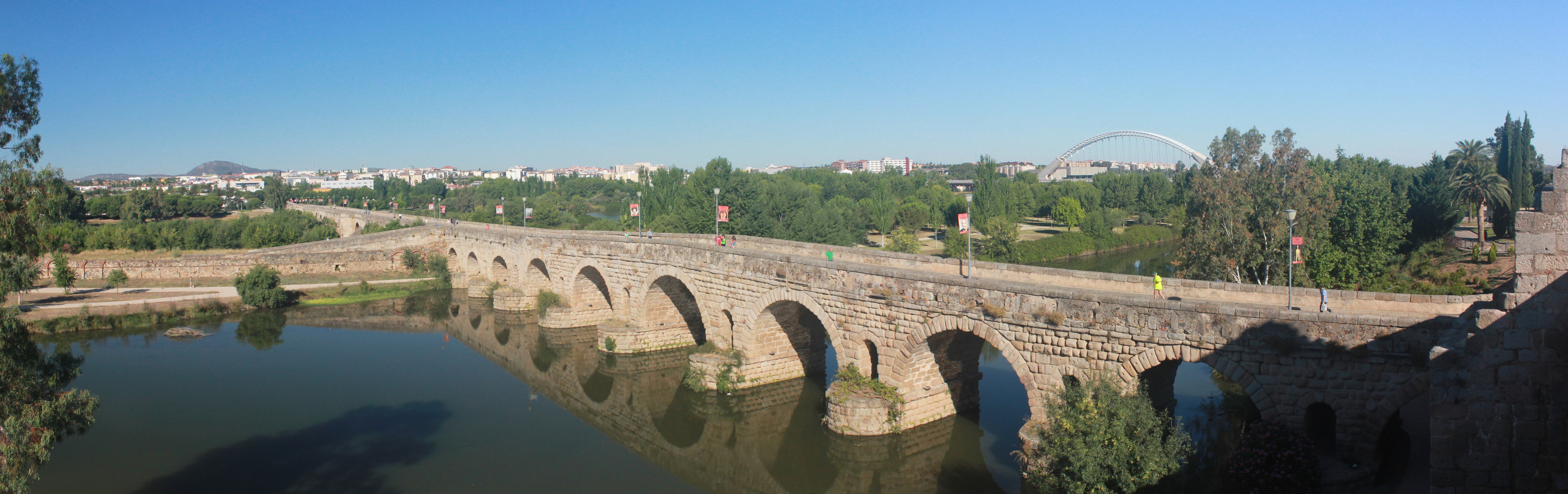
Cầu Puente Romano ở Mérida, Tây Ban Nha

Ở châu Âu thời Trung cổ, những người xây cầu đã cải tiến các cấu trúc của người La Mã bằng cách sử dụng các trụ cầu hẹp hơn, thùng vòm mỏng hơn và tỷ lệ chiều ngang trên chiều cao cao hơn cho những cây cầu. Những vòm nhọn kiểu Gothic cũng được sử dụng, làm giảm lực đẩy ngang và nhịp cầu tăng lên như ví dụ Puente del Diablo (1282).

Đặc biệt, thế kỷ thứ 14 đã chứng kiến việc xây cầu đạt đến một tầm cao mới. Chiều dài nhịp 40m, trước đây chưa từng được biết đến trong lịch sử xây vòm bằng gạch đá, lúc bấy giờ đã xuất hiện ở nhiều nơi như Tây Ban Nha (Puente de San Martín), Ý (Cầu Castelvecchio) và Pháp (Cầu Quỷ và Pont Grand) và với các loại vòm khác nhau như hình bán nguyệt, vòm nhọn và vòm hình cung tròn. Cây cầu ở Trezzo sull'Adda, bị phá hủy vào thế kỷ thứ 15, thậm chí có chiều dài nhịp là 72m, không có một đối thủ nào cho đến năm 1796. 

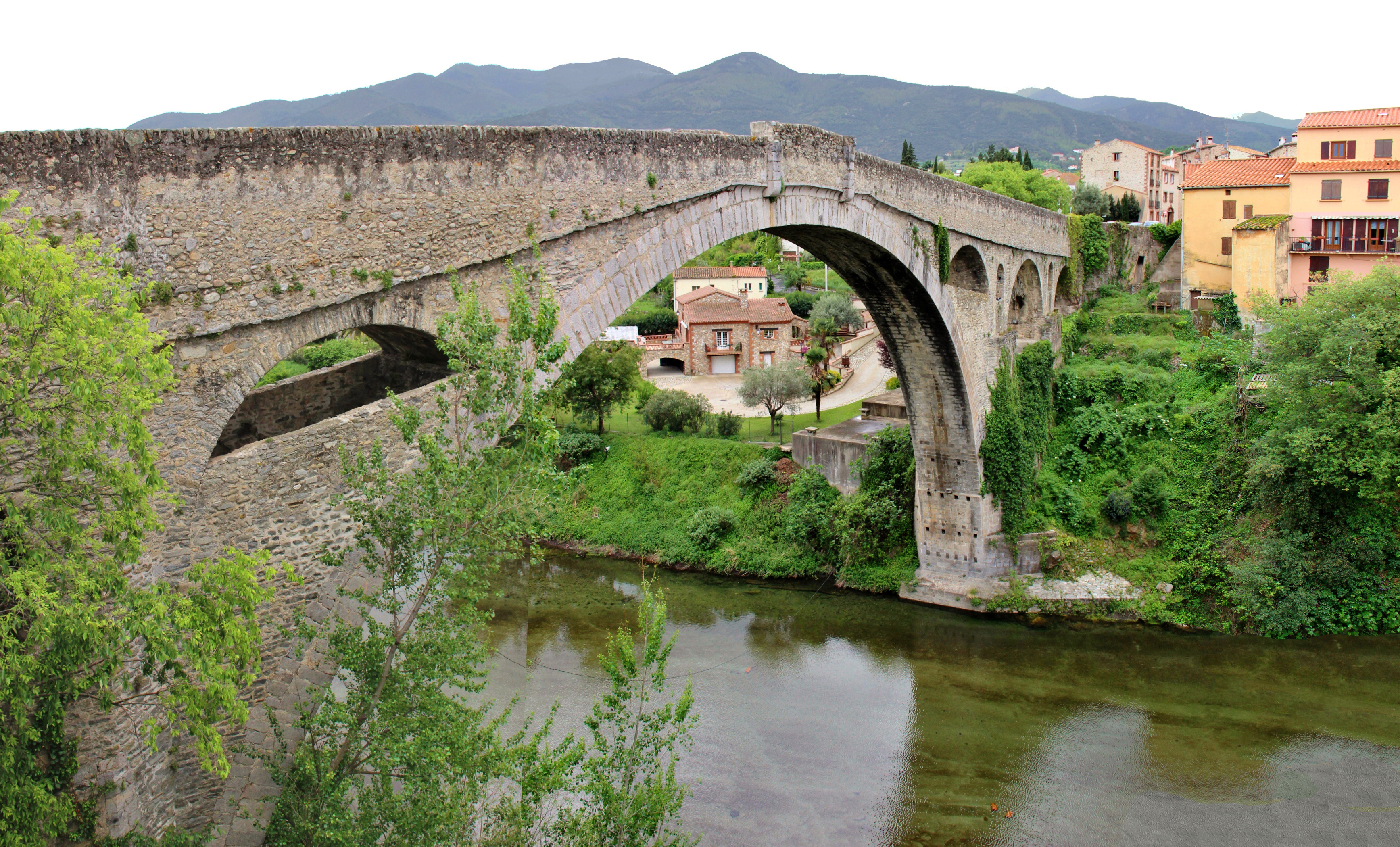
Cầu Quỷ, ở Céret, Pháp (1341)

Các công trình xây dựng như cầu vòm cung tròn nổi tiếng Ponte Vecchio (1345) ở Florence kết hợp với công nghệ hợp lý (tỷ lệ chiều ngang trên chiều cao là 5,3:1) với tính thẩm mỹ cao. Ba mái vòm thanh lịch của Ponte Santa Trinita thời Phục hưng (1569) tạo thành cây cầu vòm hình elíp lâu đời nhất trên toàn thế giới. Những công trình thấp như vậy đòi hỏi những mố cầu khổng lồ, chẳng hạn như cầu Rialto ở Venezia và cầu Fleischbrücke ở Nuremberg (với tỷ lệ chiều ngang trên chiều cao là 6,4:1) được xây dựng trên hàng nghìn cọc gỗ, một phần được cắm xiên vào nền để cân bằng lực đẩy ngang hiệu quả hơn.  

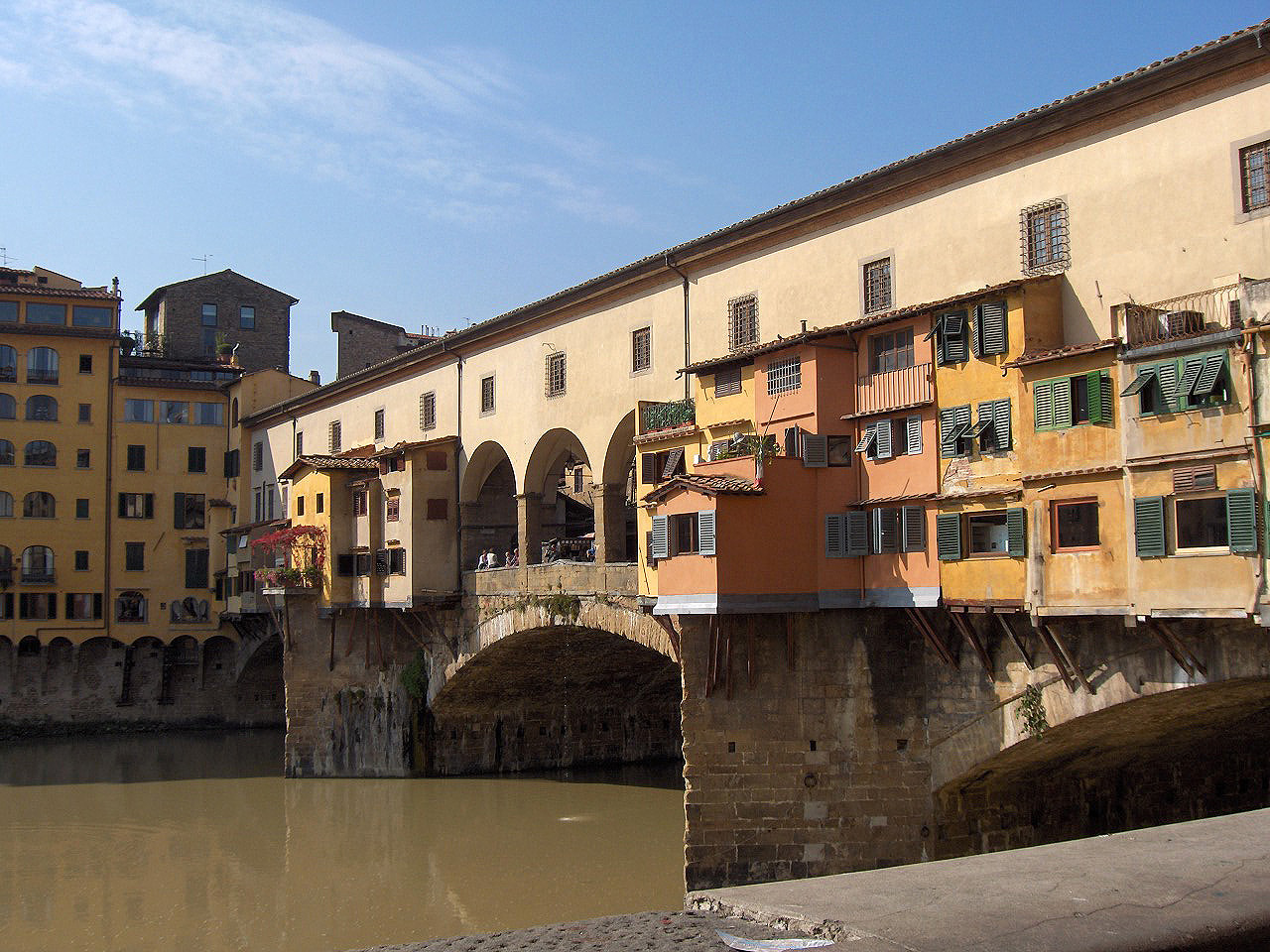
Ponte Vecchio ở Florence, Ý (1345)

Ở Trung Quốc, cây cầu vòm lâu đời nhất hiện có là Cầu An Tế vào năm 605 Công nguyên, kết hợp tỷ lệ chiều ngang trên chiều cao rất thấp là 5,2:1, với việc sử dụng các vòm có kết cấu mở (được gia cố bằng những khung sắt). Cầu An Tế, với chiều dài 51m và chiều dài nhịp khoảng 37m, là cây cầu vòm cung tròn kết cấu mở hoàn toàn bằng đá đầu tiên trên thế giới, cho phép nước lũ đi xuyên qua nhiều hơn. Những cây cầu với kết cấu mở có thể được tìm thấy trên toàn thế giới, chẳng hạn như ở Trung Quốc (Cầu An Tế, thế kỷ thứ 7). Hy Lạp (Cầu Arta, thế kỷ 17) và xứ Wales (Cầu Cenarth, thế kỷ thứ 18).  

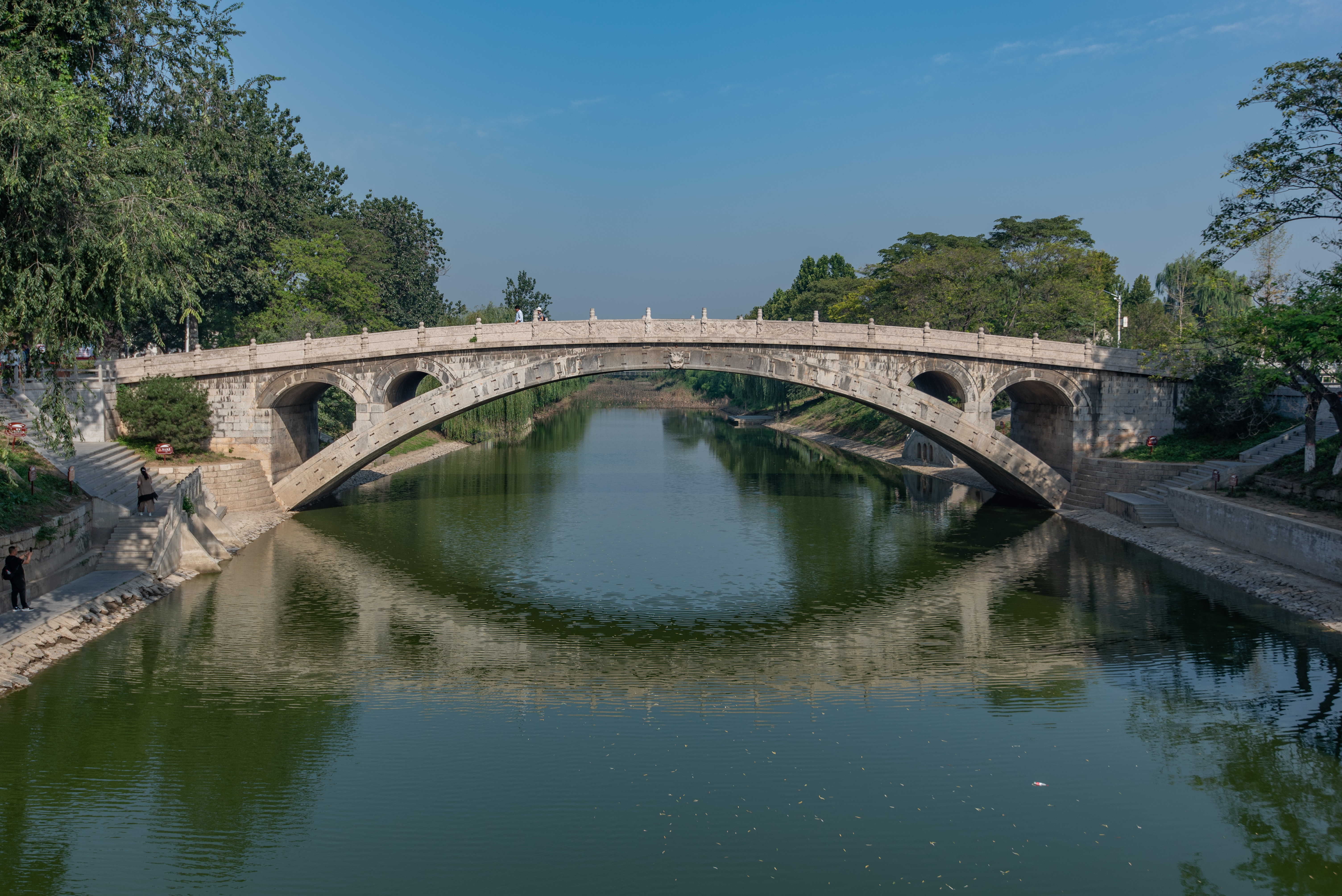
Cầu An Tế, thế kỷ thứ 6-7 Công nguyên

Ở những thời hiện đại hơn, những mái vòm bằng đá và gạch tiếp tục được xây dựng bởi nhiều kỹ sư cầu đường, bao gồm Thomas Telford, Isambard Kingdom Brunel và John Rennie. Một người thiết kết cầu tiên phong quan trọng là Jean-Rodolphe Perronet, người đã sử dụng những trụ cầu hẹp hơn đáng kể, những phương pháp tính toán sửa đổi và tỷ lệ chiều ngang trên chiều cao đặc biệt thấp.

## Cầu vòm nén đơn giản

### Ưu điểm của vật liệu đơn giản

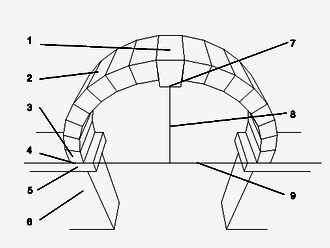
Minh họa một số bộ phận của vòm: khối đá hình nêm (2), đá đỉnh vòm (1), và đường springing (9)

Đá, gạch và các vật liệu khác có khả năng chịu biến dạng nén cao và chịu biến dạng trượt phần nào, nhưng không thể chịu được nhiều biến dạng căng. Do đó, cầu vòm bằng đá được thiết kế để chịu lực nén liên tục, càng lâu càng tốt. Mỗi vòm được xây dựng trên một giàn giáo tạm thời để đỡ những khối hình nêm của vòm cho đến khi khối hình nêm cuối cùng hay đá đỉnh vòm được đưa vào vị trí, được gọi là giàn giáo centring. Trong những cây cầu vòm nén đầu tiên, khối đá đỉnh vòm chịu trọng lượng của cả cây cầu. Càng dồn nhiều trọng lượng lên cây cầu, cấu trúc của nó càng trở nên vững chắc hơn. Cầu vòm đá sử dụng một lượng vật liệu đắp (thường là đá dăm nén chặt) phía trên vòm để tăng trọng lượng chết này ở phần trên của cầu và ngăn chặn lực căng xuất hiện trong vành vòm khi những vật có tải trọng di chuyển trên mặt cầu. Các vật liệu khác được sử dụng để xây dựng loại cầu này là gạch và bê tông không cốt thép. Khi đá khối được sử dụng các góc của bề mặt được cắt để giảm thiểu biến dạng trượt. Trong trường hợp sử dụng khối đá ngẫu nhiên (đá chưa cắt và chưa qua xử lý), chúng được liên kết với nhau bằng vữa và vữa được chờ cho đến khi đông lại trước khi lấy giàn giáo ra.
Các vòm đá truyền thống thường bền, và phần nào có khả năng chống lún hoặc phá hoại. Tuy nhiên, so với các giải pháp thay thế hiện đại thì những cây cầu như vậy rất nặng, đòi hỏi phải có phần móng rộng. Chúng cũng tốn kém để xây dựng ở nơi có giá nhân công cao.

### Trình tự xây dựng

Quy trình xây cây cầu ở Limyra thời La Mã: giàn giáo được chuyển đến vị trí khác sau khi hoàn thành phần khung vòm dưới.

- Nơi các vòm được đặt trên lòng sông (trên trụ cầu hoặc bờ sông), dòng nước được chuyển hướng để có thể đào đá sỏi lên và thay thế bằng phần móng tốt (xây bằng vật liệu bền). Từ những phần móng này, các trụ cầu được dựng lên / xây cao lên đến chiều cao của đường ngang dự tính của vòm, được gọi là đường springing[a].
- Giàn giáo centring hoặc khung vòm được chế tạo, thường là từ gỗ và ván. Vì mỗi vòm của một cây cầu nhiều vòm sẽ tạo ra một lực đẩy lên các vòm liền kề của nó, nên tất cả các vòm của cây cầu phải được xây lên cùng một lúc hoặc các trụ cầu được sử dụng phải rất rộng. Lực đẩy từ các vòm cuối được truyền vào mặt đất bởi những phần móng chắc chắn (thẳng đứng) tại các vách núi, hoặc bởi những mặt phẳng nghiêng lớn tạo thành đường dốc lên cầu, cũng có thể được tạo thành từ các vòm.
- Một số (hoặc một) vòm được xây trên giàn giáo centring. Khi mỗi phần vòm cơ bản được xây lên, các phần vòm được cố định bằng những khối gạch, đá được chèn bên trên, có thể được đặt theo những lớp liên kết nằm ngang. Những lớp này có thể hình thành hai bức tường là bề mặt của thân cầu ở mỗi bên, được gọi là spandrel, và sau đó khoảng trống ở giữa được lấp đầy bằng vật liệu rời thích hợp và xà bần.
- Mặt đường trên cầu được lát đá và các bức tường lan can giới hạn giao thông trên cầu trong phạm vi mặt cầu.

## Phân loại

### Cầu vòm Corbel

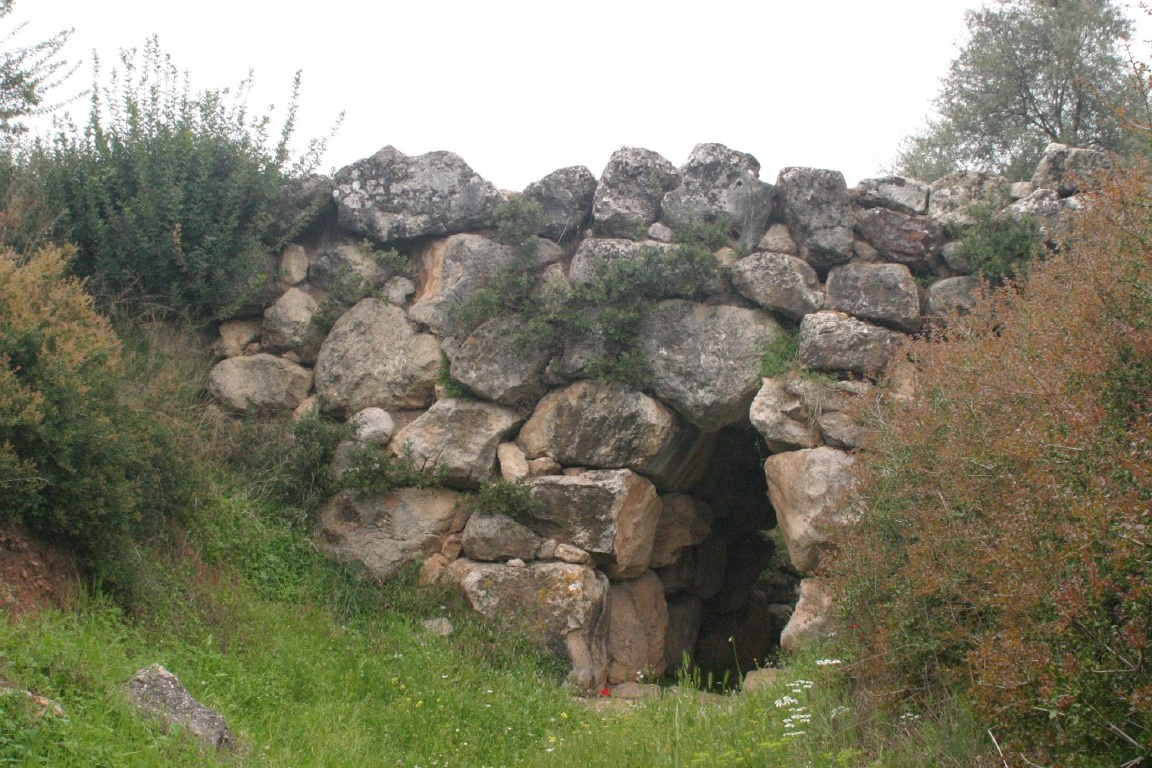
Vòm Corbel được xây từ những tảng đá Cyclopean, của cây cầu Arkadiko ở Hy Lạp
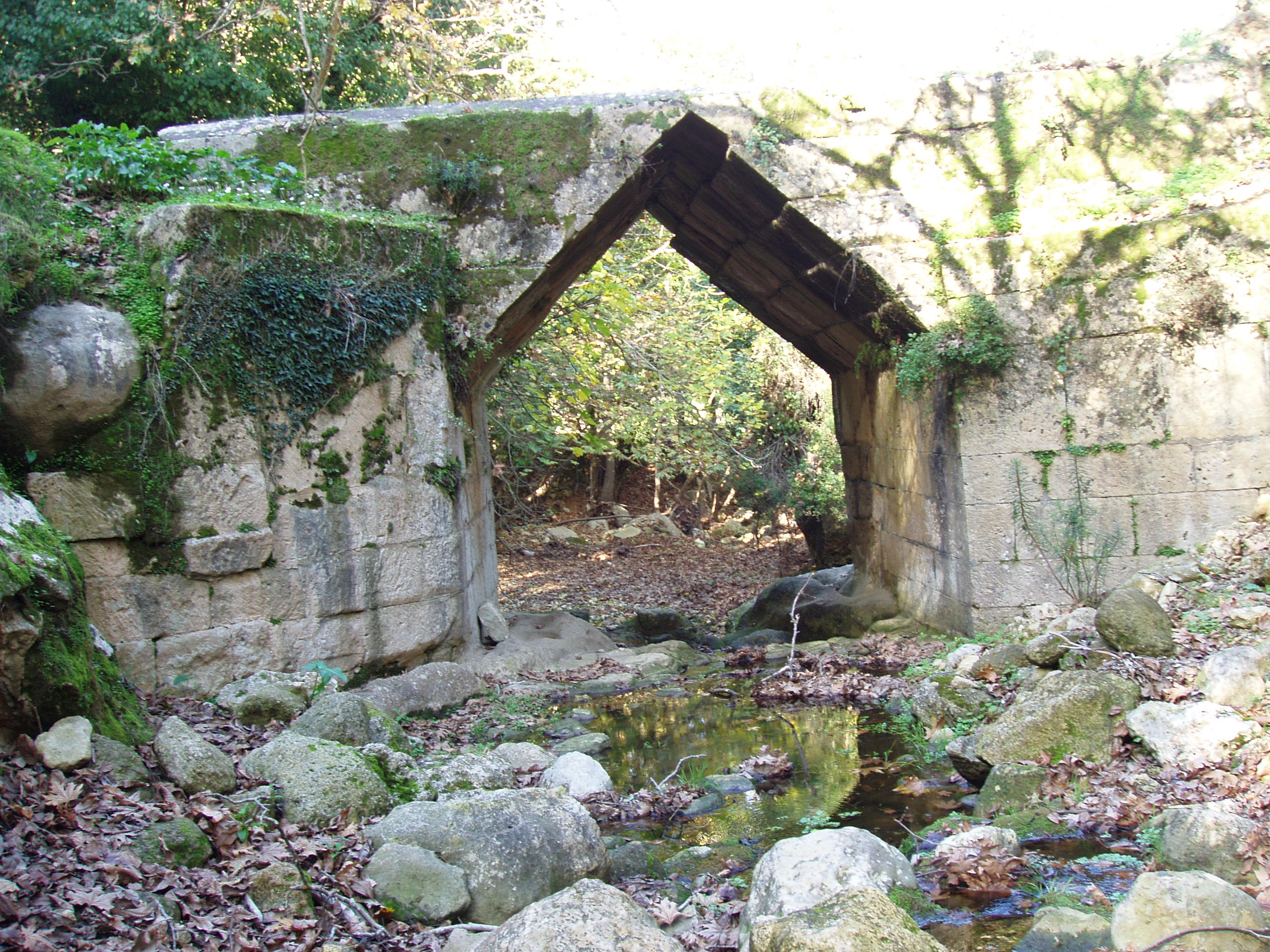
Vòm Corbel hình tam giác cân, đỡ cầu Eleutherna ở Hy Lạp
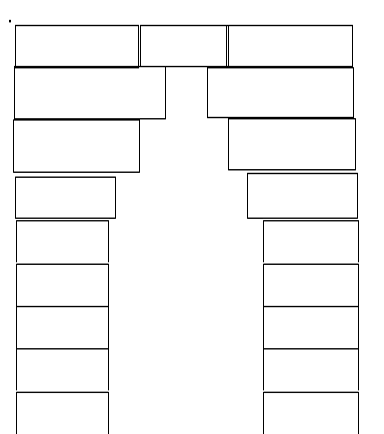
Một vòm Corbel với những khối vật liệu không bị xáo trộn
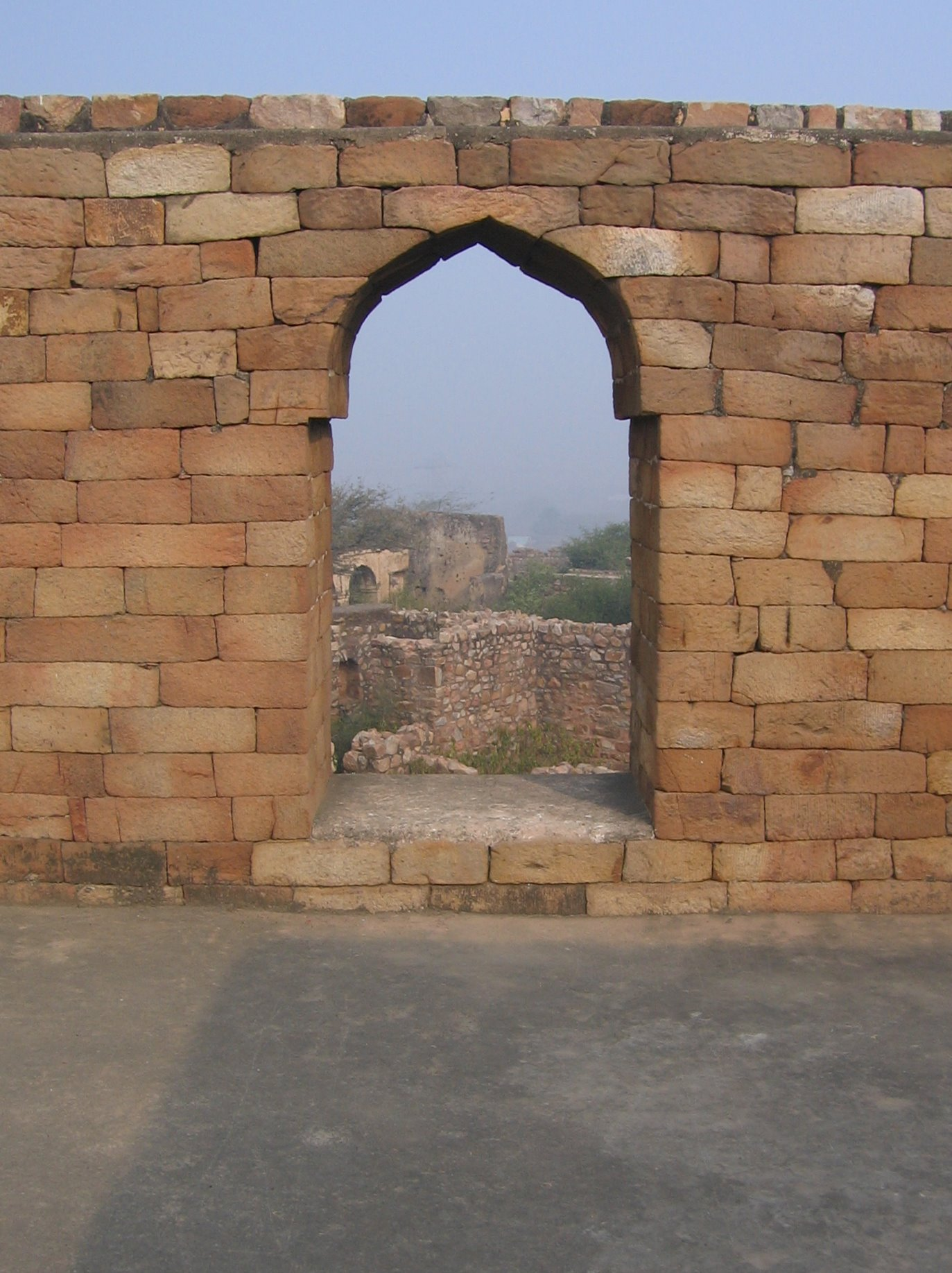
Một vòm Corbel với những lớp vật liệu được cắt theo hình vòm

Cầu vòm Corbel là một cây cầu bằng gạch, đá khối, hoặc bằng những viên đá, trong đó mỗi phần (lớp) tiếp theo ở trên đưa ra nhiều hơn một chút so với phần (lớp) trước. Các "bước" (tức là phần nhô ra) của mỗi khối có thể được cắt gọt bớt để làm cho vòm có hình dạng cung tròn. Vòm Corbel không tạo ra lực đẩy, hoặc áp lực hướng ra phía ngoài tại đáy vòm, và không được coi là một vòm thật sự. Thiết kế này ổn định hơn vòm thật (tức là vòm tạo thành từ những khối hình nêm) vì nó không có lực đẩy đó. Nhược điểm là kiểu vòm Corbel này là không thích hợp cho những nhịp dài.

### Cầu vòm đi trên

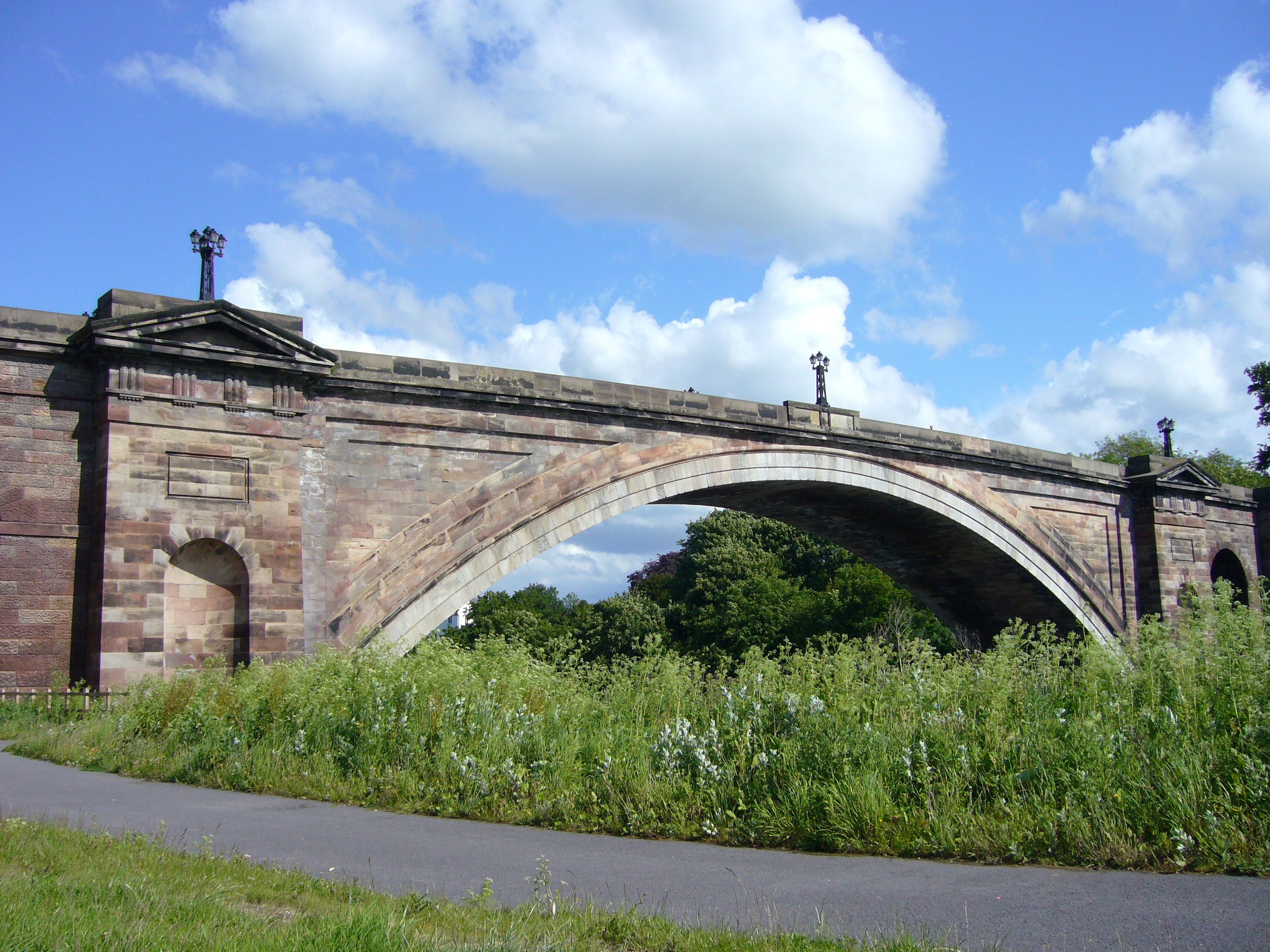
Cầu Grosvenor (Chester), một cây cầu vòm có kết cấu kín
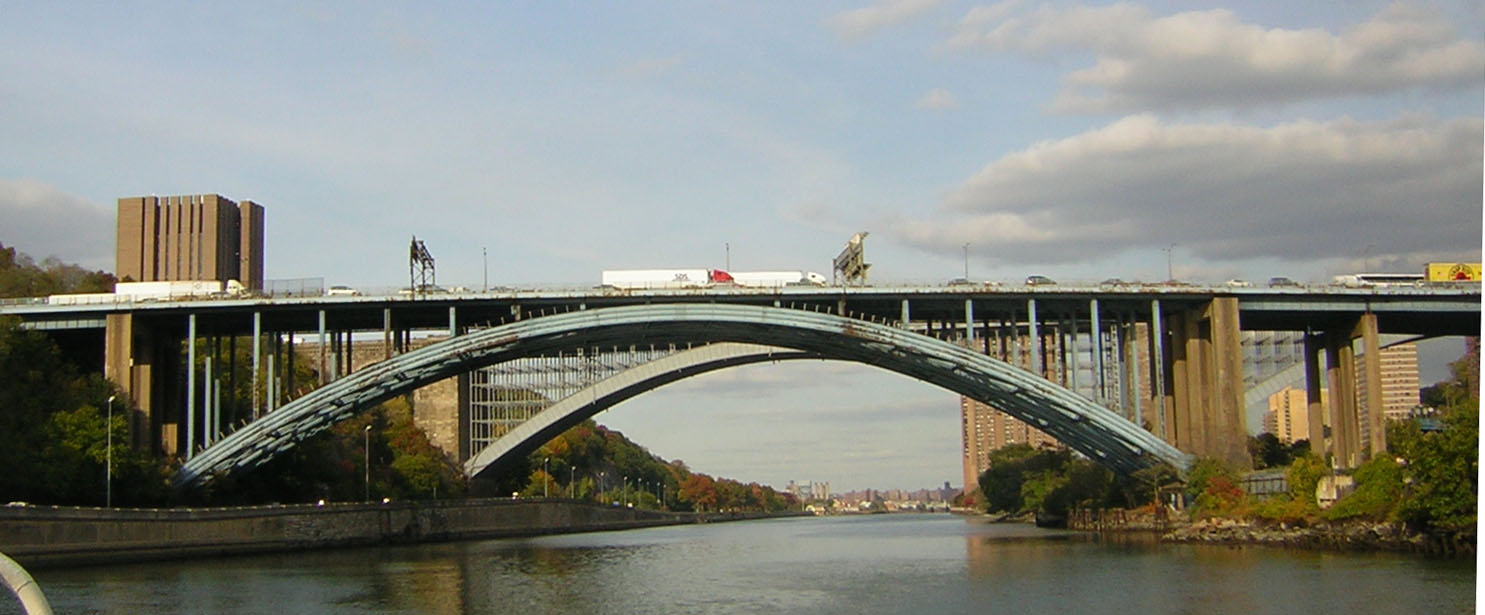
Cầu Alexander Hamilton, một cây cầu vòm có kết cấu mở
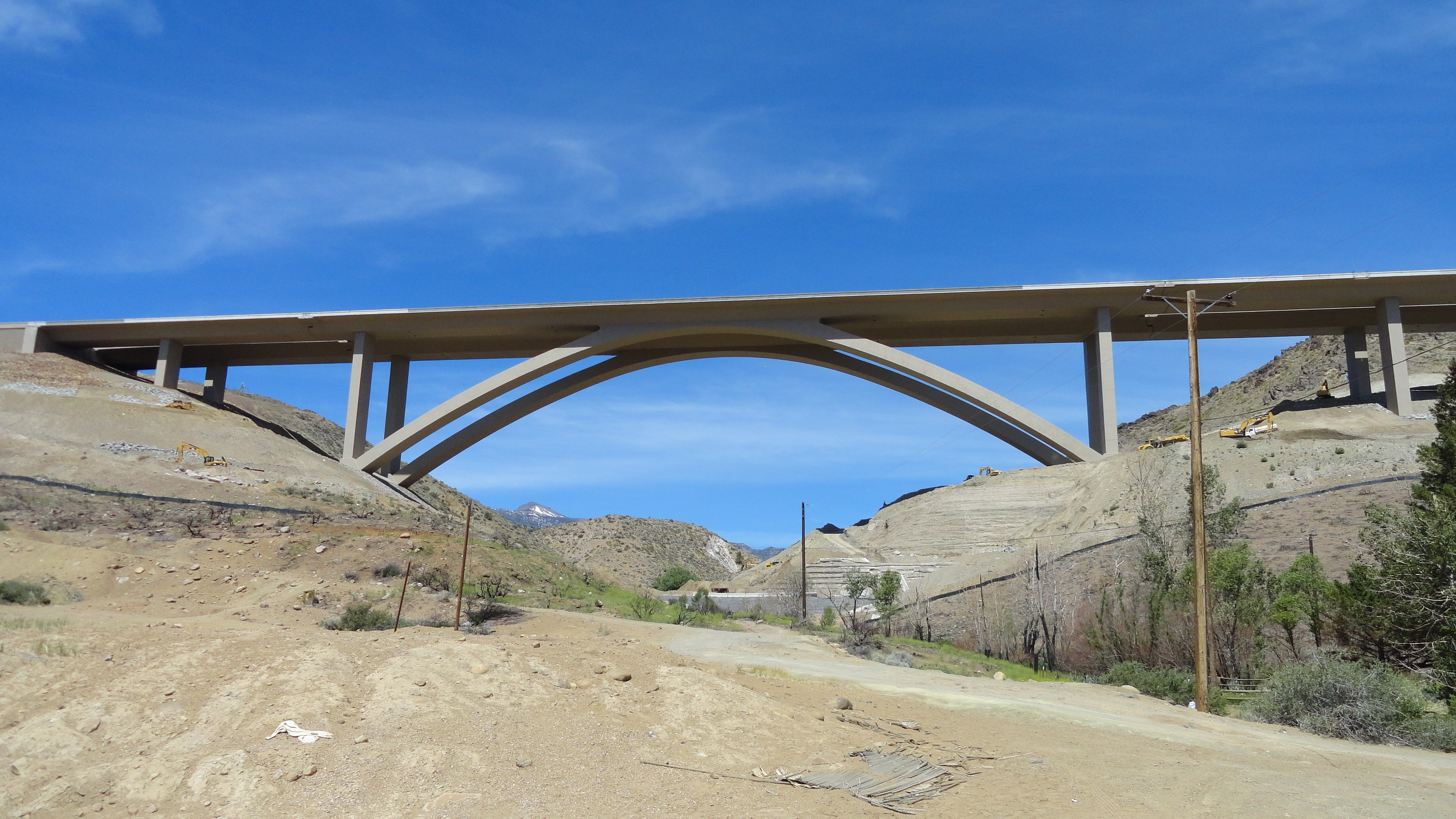
Cầu Galena Creek, một cây cầu vòm thánh đường

Loại cầu này bao gồm một vòm trong đó phần mặt cầu nằm hoàn toàn phía trên vòm. Phần thân giữa vòm và phần mặt cầu được gọi là spandrel. Nếu phần spandrel là vật liệu đặc, thường là trường hợp cầu vòm bằng gạch, đá khối, thì cây cầu được gọi là cầu vòm đi trên có kết cấu kín. Nếu mặt cầu được hỗ trợ bởi một số cột thẳng đứng vươn lên từ vòm, thì cây cầu được gọi là cầu vòm đi trên có kết cấu mở. Cầu Alexander Hamilton là một ví dụ về cây cầu vòm có kết cấu mở. Cuối cùng, nếu vòm đỡ phần mặt cầu chỉ ở đỉnh vòm thì cây cầu được gọi là cầu vòm thánh đường.

### Cầu vòm đi giữa

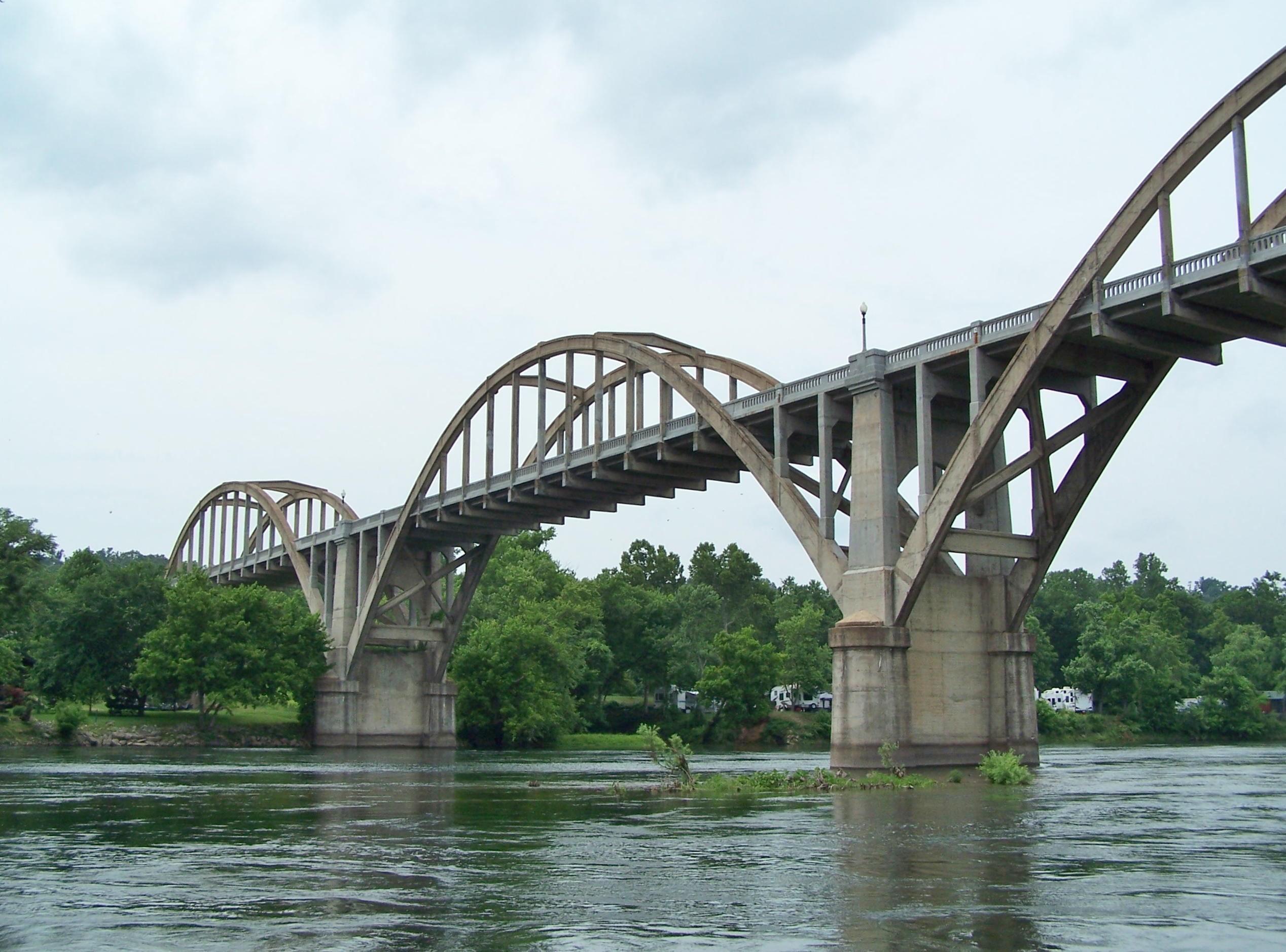
Cầu Cotter, một cây cầu vòm đi giữa có kết cấu mở ở bang Arkansas, Hoa Kỳ

Loại cầu này có vòm với phần đáy vòm nằm ngang với hoặc nằm thấp hơn phần mặt cầu, nhưng đỉnh vòm lại nhô lên cao hơn mặt cầu, do đó phần mặt cầu đi qua vòm. Phần trung tâm của mặt cầu được đỡ bởi vòm thông qua dây cáp hoặc những thanh giằng, như với loại cầu vòm dây cung. Hai đầu của cầu có thể được hỗ trợ từ bên dưới, như với cầu vòm đi trên. Bất kỳ bộ phận nào được hỗ trợ từ vòm bên dưới có thể có các kết cấu kín hoặc kết cấu mở.

### Cầu vòm dây cung
Ở loại cầu vòm dây cung, hai đầu của phần vòm được cố định với nhau bằng thanh giằng (như một chiếc cung có dây cung nối hai đầu). Phần mặt cầu thường đóng vai trò của phần thanh giằng này và có khả năng chịu biến dạng kéo, giúp loại trừ lực đẩy ngang thường tác dụng lên các mố cầu ở những loại cầu vòm khác. Do đó, loại cầu vòm dây cung có thể được xây ở những vị trí có độ ổn định của nên đất thấp, không có khả năng cân bằng lực đẩy ngang tác động lên mố cầu.

Phần mặt cầu được treo lên vòm. Vòm cầu phải chịu lực nén, ngược lại với dây cáp trong thể loại cầu treo phải chịu lực căng. Một cây cầu vòm dây cung cũng có thể là cầu vòm đi giữa. Như có thể thấy trong một số ví dụ sau đây, những loại cầu vòm nêu trên có thể được kết hợp với nhau để tạo nên một cây cầu. Chẳng hạn như Cầu Chaotianmen ở Trùng Khánh, Trung Quốc, hiện giữ kỷ lục là cầu vòm đi giữa dài nhất thế giới với tổng chiều dài 1.741m, có thiết kế kết hợp cầu vòm đi giữa với cầu vòm dây cung. 

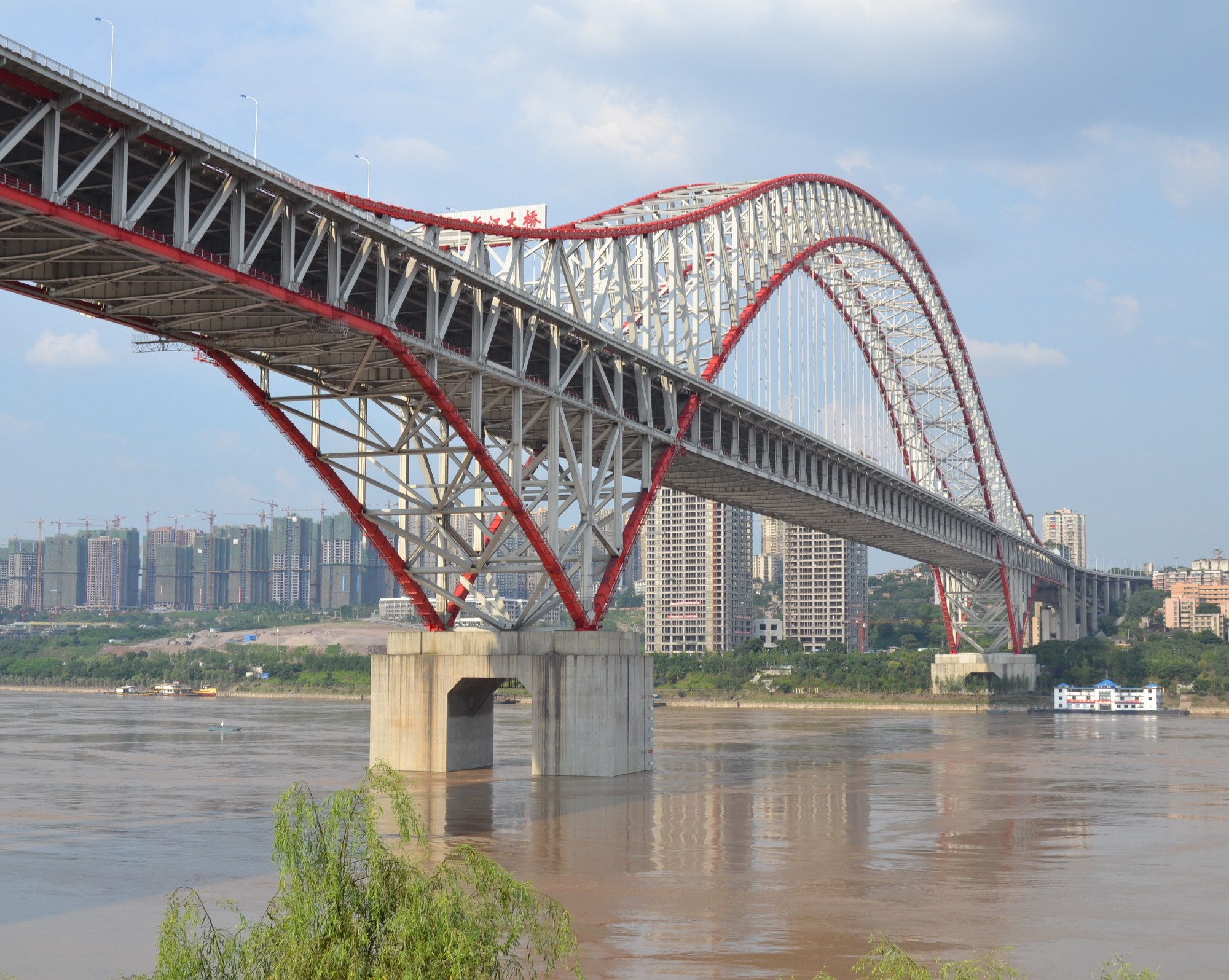
Cầu Chaotianmen ở Trùng Khánh, Trung Quốc

#### Một số ví dụ cầu vòm dây cung

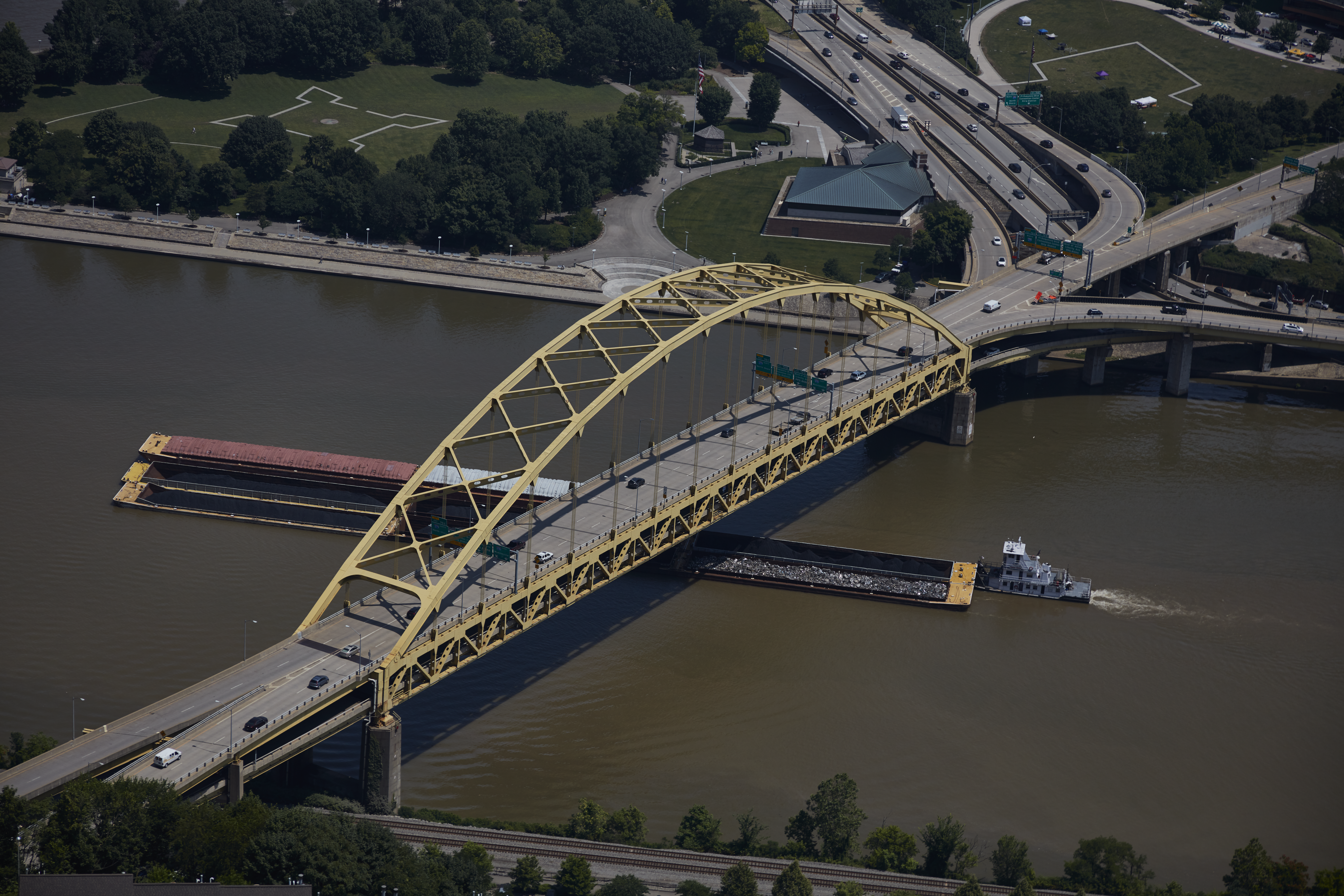
Cầu Fort Pitt, một cây cầu vòm dây cung hai tầng ở Pittsburgh, Pennsylvania, Hoa Kỳ
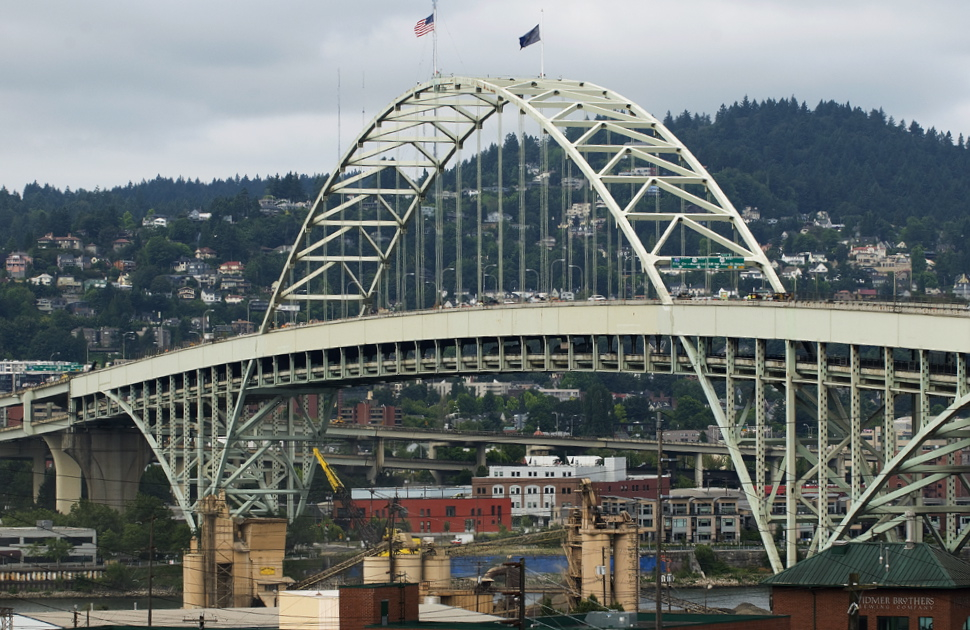
Cầu Fremont ở Portland, Oregon, Hoa Kỳ với nhịp giữa được treo lên vòm, trong khi các nhịp ở hai đầu cầu được đỡ từ bên dưới.
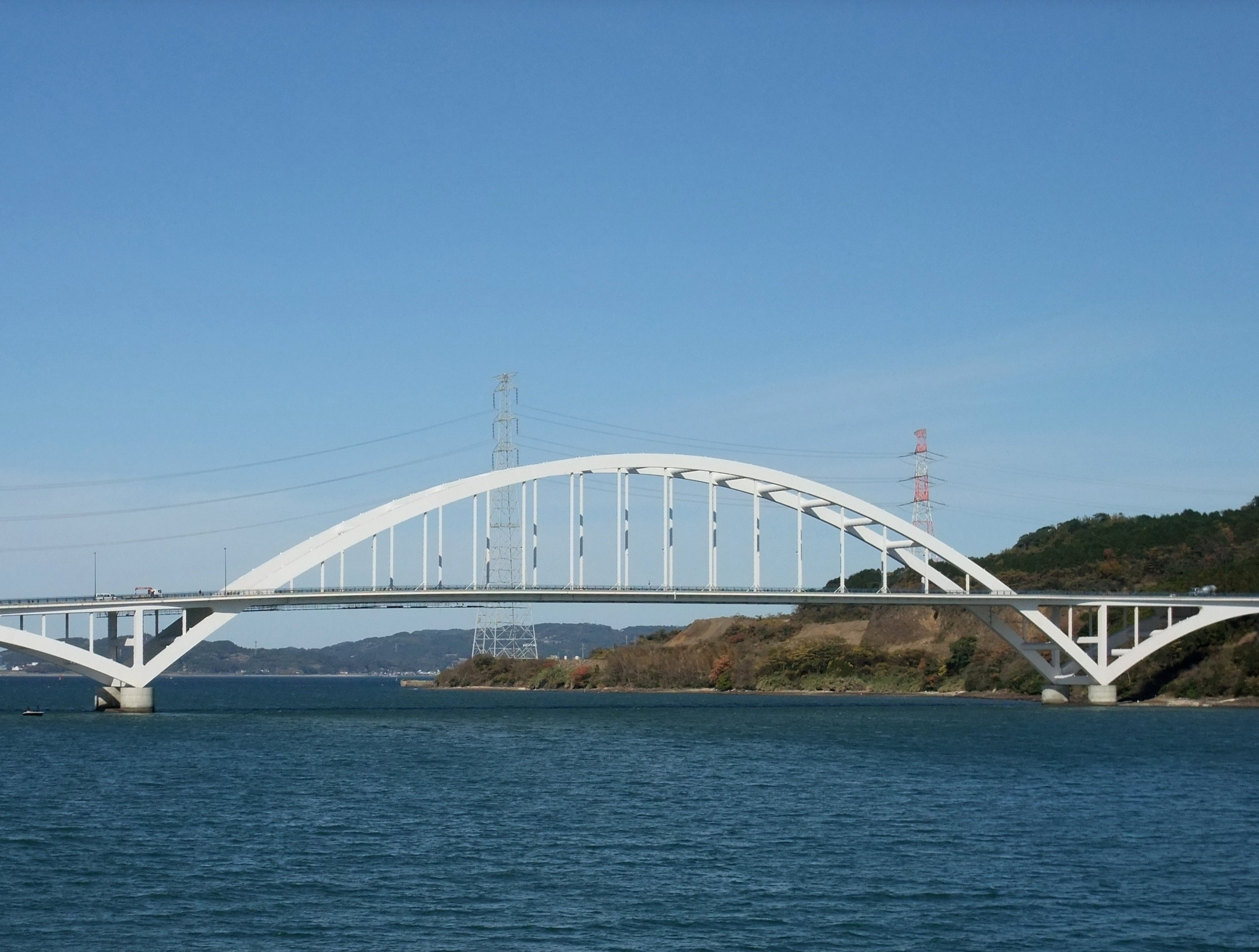
Cầu Vịnh Imari ở tỉnh Saga của Nhật Bản.
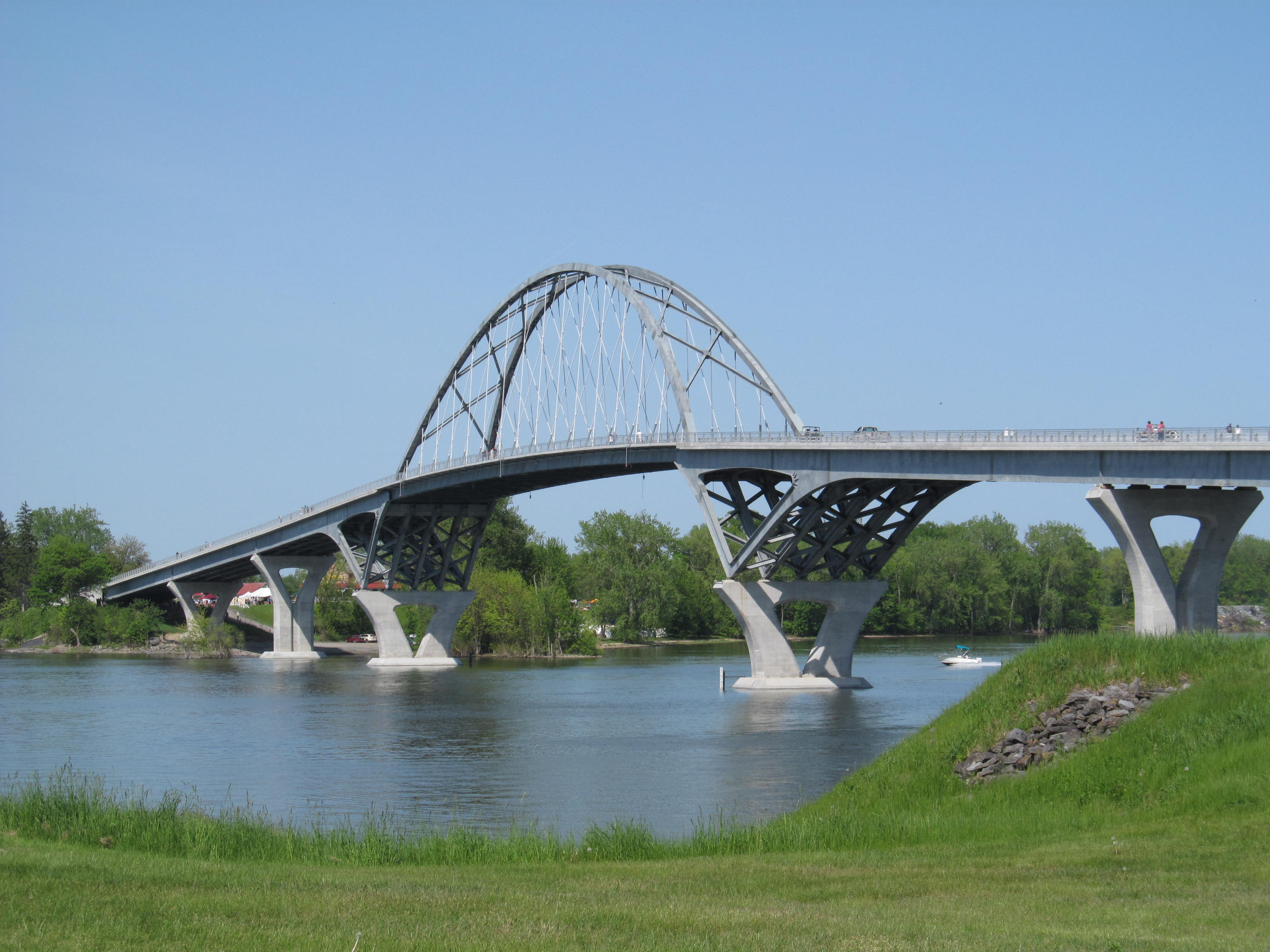
Cầu Hồ Champlain nối liền hai bang New York và Vermont ở Hoa Kỳ.